# Hamzah Száleh
Hamzah Száleh (arabul: حمزة صالح); 1967. április 19. –) szaúd-arábiai válogatott labdarúgó.

## Pályafutása

### Klubcsapatban
1991 és 2000 között az Al Ahli csapatában játszott. 2000 és 2002 között az Al-Ansar, 2002 és 2006 között az Ohod Club játékosa volt. 

### A válogatottban
1992 és 1998 között 41 alkalommal játszott a szaúd-arábiai válogatottban. Részt vett az 1994-es és az 1998-as világbajnokságon, az 1992-es, az 1995-ös és az 1997-es konföderációs kupán, illetve az 1996-os Ázsia-kupán.

## Sikerei, díjai
Szaúd-Arábia
- Ázsia-kupa győztes (1): 1996